# میر اسدالله موسوی ماکوئی
میر اسدالله موسوی ماکوئی (متولد ۱۲۹۷ ش) دبیر و مدیر آموزشی ایرانی بود. او معاونت دبیرستان البرز در تهران، ایران را بر عهده داشت.

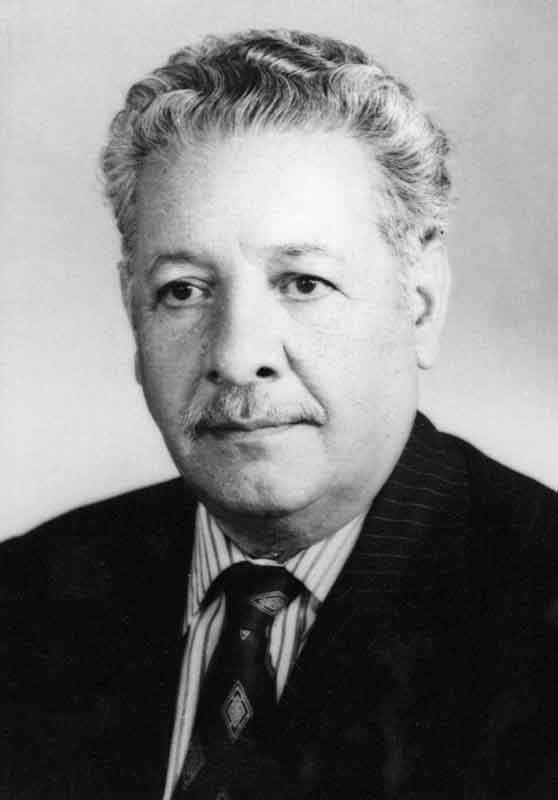

موسوی پس از طی تحصیلات ابتدائی و متوسطه وارد دانشگاه تهران شد و لیسانس علوم اجتماعی گرفت. سپس در وزارت فرهنگ استخدام شد و در دبیرستانهای تهران تدریس کرد. سپس به سرپرستی و پس از چندی به معاونت دبیرستان شبانه روزی البرز منصوب شد. وی در دوره‌های ۲۰، ۲۱، ۲۲، ۲۳ و ۲۴ مجلس شورای ملی از ماکو به نمایندگی برگزیده شد. از وی آثاری متعددی در زمینه‌های مختلف علوم اجتماعی برجا مانده‌است.
هما کاتوزیان دربارهٔ او می‌گوید:
باری پیش از آنکه به معلمان مدرسه بپردازم باید چند کلمه‌ای دربارهٔ اسدالله موسوی بگویم که قبلاً از او نام بردم، معاون مدرسه که غالباً در بحث‌های رسمی و غیررسمی دربارهٔ البرز نادیده گرفته میشود. او آذربایجانی بود، اهل ماکو و فارسی را با لهجهٔ زیبا و نسبتاً غلیظ آذربایجانی حرف میزد. موسوی مدیری سختکوش و توانا بود. با اینکه فردی جدی و مصمم بود روابط خوبی با معلمان و دانش آموزان داشت. او برخلاف مجتهدی، نه دیرجوش بود و نه احساساتی، اما در مجاب کردن دیگران به انجام کاری که باید انجام بدهند مهارت داشت بی آنکه آنها را وادار کند. او را حلاّل همیشگی مشکلات می‌نامیدیم چون هر وقت مشکلی پیش میآمد یا قرار بود پیش بیاید، نقش حیاتی وساطت بین دانشآموزان با یکدیگر، بین معلمان، بین معلم و دانشآموز، اما  بالاتر از همه بین مجتهدی و دیگران را بر عهده داشت. انصاف حکم میکند که بگوییم بخشی از موفقیت مجتهدی در ادارهٔ دبیرستان البرز مرهون نقش حمایتی و تکمیلی موسوی بود.
او یکی از ۳۳۵ نفری بود که اموالش به دلیل همکاری با رژیم پهلوی به دستور شورای انقلاب اسلامی، در ۲۷ خرداد ۱۳۵۸ مصادره شد.